# Fédération nationale agroalimentaire et forestière CGT
La Fédération nationale agroalimentaire et forestière (FNAF-CGT) est une fédération professionnelle de la Confédération générale du travail rassemblant les travailleurs des secteurs agroalimentaire et forestier. Elle est affiliée à la Fédération syndicale mondiale.
Elle couvre cinq secteurs d'activité :
- industries agroalimentaires
- agriculture
- artisanat alimentaire
- forêts
- institution des courses.

## Controverses
La fédération est dirigée depuis plus de quarante ans par la même famille. Ainsi, la direction passe de Alfred Huck à son fils, Julien Huck.
Ce dernier continue à diriger la fédération avec sa mère, Jocelyne Hacquemand ainsi que son épouse, Diane Grandchamp.
En mai 2023, un article de Libération dévoile une enquête en cours du parquet national financier pour « abus de confiance » et « blanchiment aggravé » à l'encontre des dirigeants de la FNAF-CGT. Un procès se tient en septembre 2024,,.
La peine maximale de un an de prison avec sursis et de cinq ans d'inéligibilité est requise contre Julien Huck et Alfred Huck,. C'est la peine retenue par le tribunal le 31 octobre 2024.
Leurs femmes, Diane Grandchamp et Jocelyne Hacquemand sont elles condamnées au versement de 3 000 € chacune.

## Membres
- Union fédérale CGT des personnels des tabacs
- Intersyndicale CGT du Champagne
- SGT (Syndicat des Gardiens des Troupeaux) PACA, 38, 09, etc.